# Organo idraulico
L'organo idraulico, chiamato anche hydraulis, era un organo a canne che veniva azionato da un mantice funzionante con una cascata.

## Storia

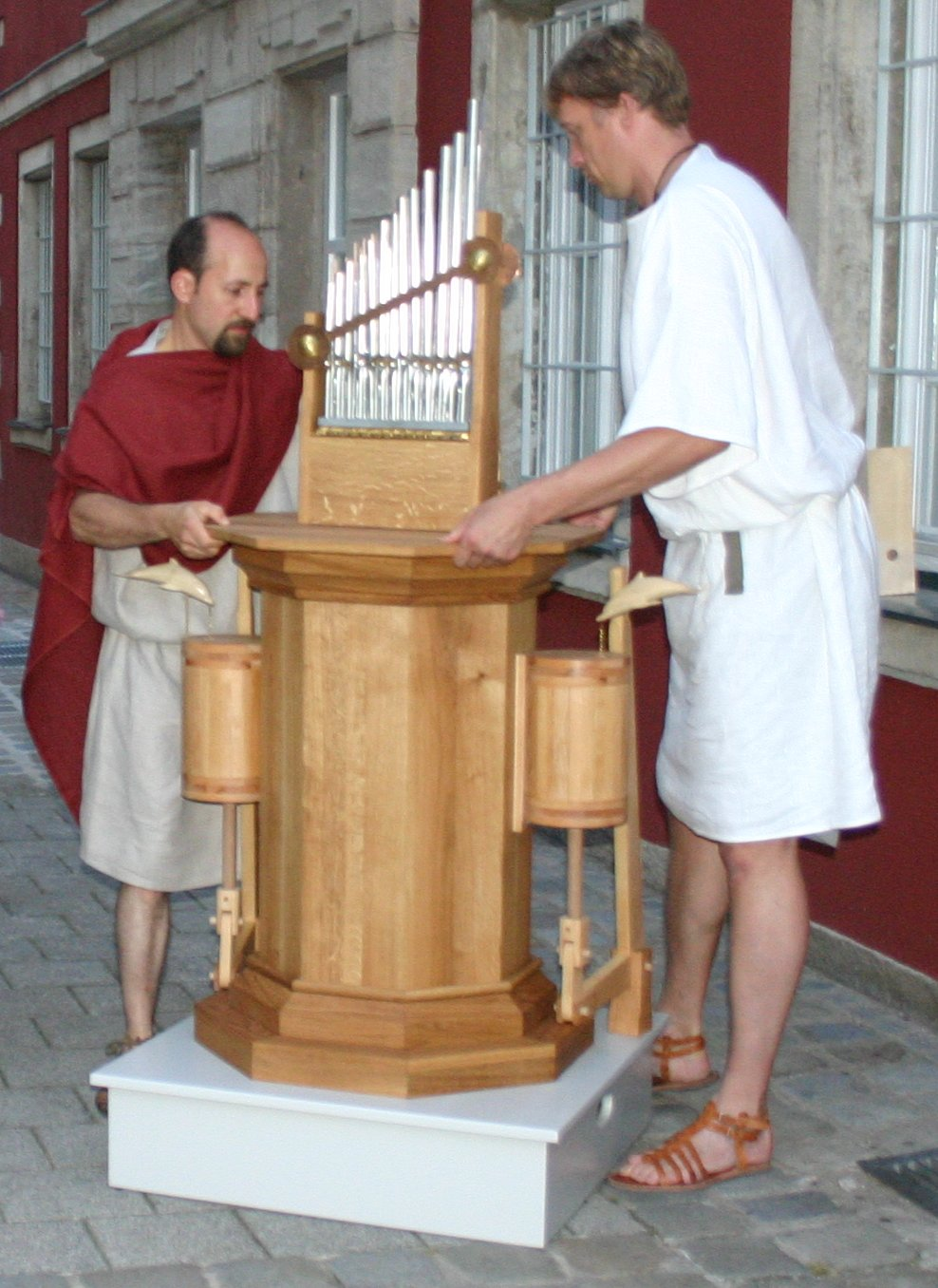
Ricostruzione di un organo idraulico

L'organo ad acqua fu descritto nei testi di Ctesibio di Alessandria, Filone di Bisanzio (III secolo a.C.) e Erone di Alessandria (62 d.C.). L'organo a canne veniva usato per simulare il canto degli uccelli così come per produrre i sibili emessi dai colossi di Memnon a Tebe. Per ultimo il calore solare veniva sfruttato per riscaldare l'acqua inserita in un recipiente a chiusura ermetica, in modo da creare l'aria compressa all'interno del somiere, che azionava le canne dell'organo.Queste ultime erano comandate da una tastiera a circa due o tre ottave, ed erano suddivise su quattro o cinque registri azionati da pomelli a tiro, usualmente situati sul lato dello strumento:
- Principale (solitamente da 8 piedi)
- Ottava
- Decimaquinta
- Ottavino
- Tibia (registro ad ancia) solitamente da 8 piedi

I romani utilizzavano a volte delle piccole orchestre per accompagnare le lotte dei gladiatori. In un mosaico africano si vede tra i musicisti anche una donna, forse una schiava, che aziona i mantici di un organo. 
Gli ingegneri arabi e bizantini, misero a punto un organo completamente automatico descritto da Banu Musa in un trattato del IX secolo, ed un albero musicale nel Palazzo del Califfo al-Muqtadir. Dalla fine del XIII secolo gli organi automatici raggiunsero l'Italia e si diffusero poi nel resto d'Europa. Durante il Rinascimento acquisirono connotazioni magiche e metafisiche fra i seguaci delle scienze esoteriche ed ermetiche. Gli organi erano inseriti nei giardini o in grotte di Palazzi reali ed avevano lo scopo di intrattenere gli ospiti, non solo con la musica ma anche con manifestazioni visive quali figure danzanti e uccelli in volo messe in moto dai meccanismi dell'organo idraulico. Altri tipi di organo venivano usati per simulare il suono di strumenti impugnati da statue marmoree come ad esempio Orfeo che suona la cetra.
Il più famoso organo automatico del XVI secolo fu quello di Villa d'Este a Tivoli. I lavori per la fontana iniziarono nel 1568 e terminarono nel 1611. Il suo funzionamento è assai sorprendente, perché il sistema di costruzione era lo stesso ma gli ingegneri di quell’epoca, pur non avendo molte conoscenze in questo ambito, furono così bravi e attenti che riuscirono a far variare il tempo della canzone facentosi tratti in cui la musica andava più velocemente e tratti quando essa andava più lentamente.

## Descrizione
L'organo idraulico era uno strumento antico che produceva i suoni per mezzo dell'aria prodotta da un salto d'acqua che azionava un mantice. Il nome idraulico significa azionato ad acqua. La sua invenzione si deve allo scienziato greco Ctesibio di Alessandria, un ingegnere del periodo ellenistico. Questo fu il primo strumento a tastiera.

## Funzionamento
I mantici dell'organo erano azionati da una ruota mossa dalla forza dell'acqua. L'aria prodotta dai mantici era canalizzata nel somiere. All'interno di quest'ultimo, l'aria veniva distribuita nelle canne attraverso l'apertura delle valvole collegate alla tastiera e ai comandi dei registri. 

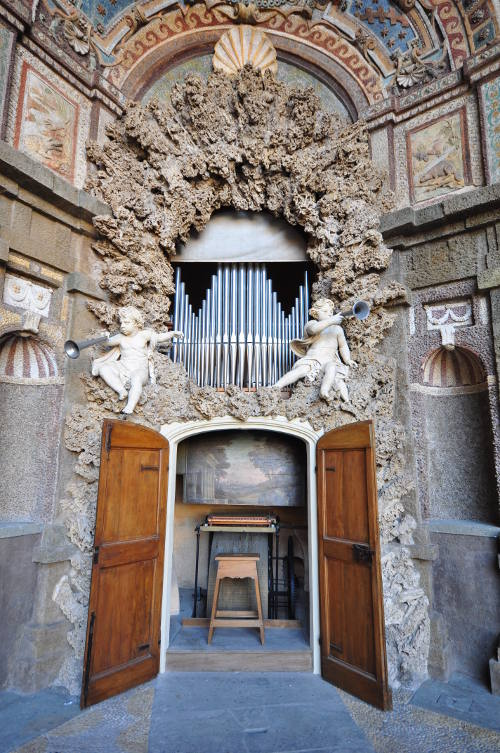
Roma, Giardini del Quirinale, Organo Formentelli

Al Palazzo del Quirinale vi è un organo ad acqua funzionante tramite una piccola cascata, che scende dalla collina, una volta in maniera abbondante ma oggi sufficiente ad alimentare l'organo per non più di mezz'ora.
La cascata ha un salto di 18 metri sufficiente a mettere in funzione l'organo che è stato restaurato nel 1992. Fra gli scrittori del Rinascimento che scrissero su questo argomento si ricorda l'ingegnere francese Salomon de Caus (1576 – 1626) che descrisse dettagliatamente questo tipo di strumento. Egli include anche un esempio di madrigale Chi farà fede al cielo di Alessandro Striggio.